# 29초
《29초》(영어: 29 Seconds)는 T. M. 로건의 2018년작 스릴러 소설로, 데뷔작 《리얼 라이즈》에 이은 두 번째 작품이다. 대한민국에는 아르테에서 천화영 번역으로 출간되었다.

## 등장인물
- 세라 헤이우드(Sarah Haywood)
- 앨런 러브록
- 질리언 아널드
- 마리
- 로라
- 닉